# Хелфранцкирх
Хелфранцкирх (фр. Helfrantzkirch) насеље је и општина у источној Француској у региону Алзас, у департману Горња Рајна која припада префектури Милуз.
По подацима из 2011. године у општини је живело 747 становника, а густина насељености је износила 119,9 становника/km². Општина се простире на површини од 6,23 km². Налази се на средњој надморској висини од 400 метара (максималној 428 m, а минималној 330 m).

## Демографија
| 1962. | 1968. | 1975. | 1982. | 1990. | 1999. | 2011. |
| ----- | ----- | ----- | ----- | ----- | ----- | ----- |
| 529   | 541   | 538   | 588   | 685   | 760   | 747   |

График промене броја становника у току последњих година